# أولاد العوني (بني تسيريس)
أولاد العوني هو دُوَّار يقع بجماعة بني تسيريس، إقليم سيدي بنور، جهة الدار البيضاء سطات في المملكة المغربية. ينتمي الدوّار لمشيخة بني تسيريس التي تضم 19 دوار. يقدر عدد سكانه بـ 864 نسمة حسب الإحصاء الرسمي للسكان والسكنى لسنة 2004.

## روابط خارجية
- البوابة الوطنية للجماعات الترابية
- المندوبية السامية للتخطيط